# Kim Cattrall
Kim Victoria Cattrall (Liverpool, 1956. augusztus 21. –) Golden Globe-díjas angol színésznő.

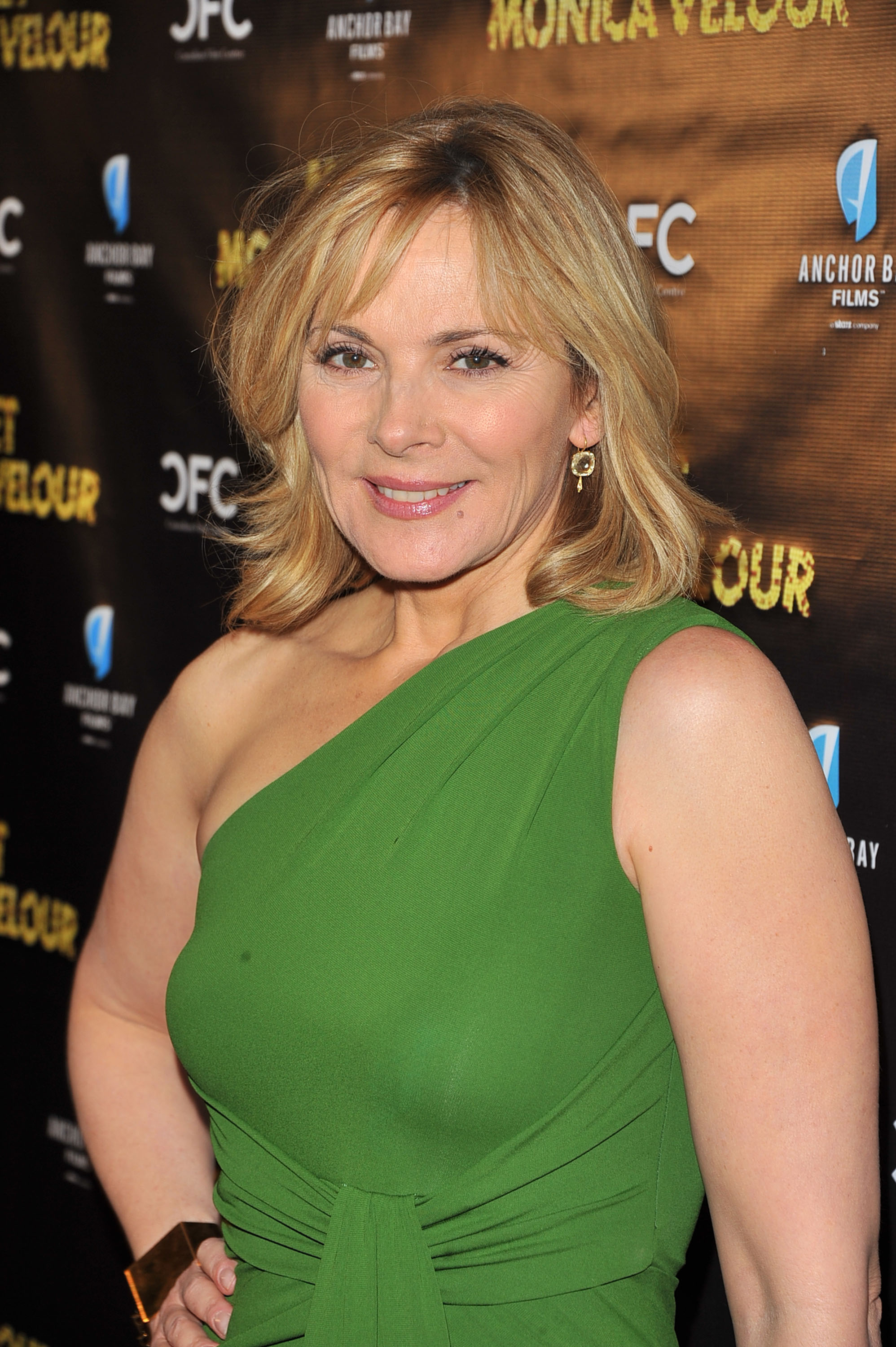
Cattrall 2011 februárjában

## Élete és pályafutása
1956. augusztus 21-én született Liverpoolban. Kanadában nőtt fel. 1967-ben visszatért Angliába, mert olyan iskolában szeretett volna tanulni, amit ő választ magának. Elkezdett színészkedéssel foglalkozni, és 1974-ben New Yorkba költözött. Itt az American Academy Dramatico Arts-on tanult. A vancouveri színházban lépett fel, ahol felfigyeltek rá. Egy broadwayi színház ajánlatát fogadta el, ahol egy Csehov drámában játszott. Szerepelt még Princeton és Chicago színházaiban.
Ezután Los Angelesbe költözött. Ekkorra már neve ismerten csengett a filmes szakmában a Rendőrakadémia (1984) és a Próbababa (1987) filmeknek köszönhetően. Megkapta Szex és New York-ban Samantha Jones PR menedzser szerepét, ami meghozta számára az igazi sikert.

## Magánélete
1982-ben megismerkedett Andreas Lyson építésszel, akihez hozzáment, de házasságuk 1989-ben válással végződött. Második férjével, Mark Levinsonnal 1998 és 2004 között New Yorkban élt.

## Filmográfia

### Film
| Év   | Magyar cím                            | Eredeti cím                                   | Szerep                       | Magyar hang        |
| ---- | ------------------------------------- | --------------------------------------------- | ---------------------------- | ------------------ |
| 1975 | Rózsabimbó                            | Rosebud                                       | Joyce Donnovan               |                    |
| 1977 |                                       | Deadly Harvest                                | Susan Franklin               |                    |
| 1980 |                                       | Tribute                                       | Sally Haines                 |                    |
| 1981 |                                       | Ticket to Heaven                              | Ruthie                       |                    |
| 1982 | Malackodók                            | Porky’s                                       | Miss Lynn "Lassie" Honeywell | Ruttkay Laura      |
| 1984 | Rendőrakadémia                        | Police Academy                                | Karen Thompson kadét         | Simon Mari         |
| 1984 | Rendőrakadémia                        | Police Academy                                | Karen Thompson kadét         | Tóth Ildikó        |
| 1984 | Rendőrakadémia                        | Police Academy                                | Karen Thompson kadét         | Orosz Anna         |
| 1985 |                                       | Turk 182                                      | Danny Boudreau               |                    |
| 1985 |                                       | City Limits                                   | Wickings                     |                    |
| 1985 | Montreáli bankrablás                  | Hold-Up                                       | Lise                         | Kovács Nóra        |
| 1985 | Montreáli bankrablás                  | Hold-Up                                       | Lise                         | Rudolf Teréz       |
| 1986 | Nagy zűr kis Kínában                  | Big Trouble in Little China                   | Gracie Law                   | Prókai Annamária   |
| 1986 | Nagy zűr kis Kínában                  | Big Trouble in Little China                   | Gracie Law                   | Für Anikó          |
| 1986 | Nagy zűr kis Kínában                  | Big Trouble in Little China                   | Gracie Law                   | Orosz Helga        |
| 1987 | Próbababa                             | Mannequin                                     | Ema "Emmy" Hesire            | Györgyi Anna       |
| 1987 | Próbababa                             | Mannequin                                     | Ema "Emmy" Hesire            | Csampisz Ildikó    |
| 1988 | Álarc mögött                          | Masquerade                                    | Brooke Morrison              | Dudás Eszter       |
| 1988 | Éjféli átkelés                        | Midnight Crossing                             | Alexa Schubb                 | Kisfalvi Krisztina |
| 1988 |                                       | Palais Royale                                 | Odessa Muldoon               |                    |
| 1989 | A testőrök visszatérnek               | The Return of the Musketeers                  | Justine de Winter            | Ullmann Mónika     |
| 1989 | Vágyálom                              | La famiglia Buonanotte                        | Eva néni                     |                    |
| 1989 | Ásó, kapa, nagykaland                 | Honeymoon Academy                             | Chris                        | Orosz Helga        |
| 1989 | Ásó, kapa, nagykaland                 | Honeymoon Academy                             | Chris                        | Götz Anna          |
| 1990 | Hiúságok máglyája                     | The Bonfire of the Vanities                   | Judy McCoy                   | Györgyi Anna       |
| 1991 | Star Trek VI: A nem ismert tartomány  | Star Trek VI: The Undiscovered Country        | Valeris hadnagy              | Málnai Zsuzsa      |
| 1992 | Őrült Stone, avagy 2008 a patkány éve | Split Second                                  | Michelle McLaine             | Tóth Enikő         |
| 1994 | Sztriptízgyilkos                      | Breaking Point                                | Allison Meadows              | Tóth Enikő         |
| 1995 | Minden gyanú felett                   | Above Suspicion                               | Gail Cain                    |                    |
| 1995 | Pucér csajok vágyálmai                | Live Nude Girls                               | Jamie                        | Spilák Klára       |
| 1996 | Felejthetetlen                        | Unforgettable                                 | Kelly                        | Für Anikó          |
| 1996 |                                       | Where Truth Lies                              | Racquel Chambers             |                    |
| 1997 |                                       | Exception to the Rule                         | Carla Rainer                 |                    |
| 1998 | Vámpírok harca                        | Modern Vampires                               | Ulrike                       |                    |
| 1999 | Minizsenik                            | Baby Geniuses                                 | Robin                        | Tóth Enikő         |
| 2001 | 15 perc hírnév                        | 15 Minutes                                    | Cassandra                    | Holló Orsolya      |
| 2002 | Álmok útján                           | Crossroads                                    | Caroline Wagner              | Csoma Judit        |
| 2005 | Jéghercegnő                           | Ice Princess                                  | Tina Harwood                 |                    |
| 2006 |                                       | The Tiger's Tail                              | Jane O'Leary                 |                    |
| 2007 | Ördögi út a boldogsághoz              | Shortcut to Happiness                         | Constance Hurry              | Létay Dóra         |
| 2008 | Szex és New York                      | Sex and the City                              | Samantha Jones               | Létay Dóra         |
| 2010 | Szellemíró                            | The Ghost Writer                              | Amelia Bly                   | Létay Dóra         |
| 2010 | Félédes álom                          | Meet Monica Velour                            | Monica Velour                | Orosz Anna         |
| 2010 | Szex és New York 2.                   | Sex and the City 2                            | Samantha Jones               | Létay Dóra         |
| 2019 |                                       | Horrible Histories: The Movie – Rotten Romans | Agrippina                    |                    |
| 2023 | Ürömapám                              | About My Father                               | Morgó                        | Létay Dóra         |
| 2023 | Ürömapám                              | About My Father                               | Morgó                        | Kovács Nóra        |

### Televízió
| Év        | Magyar cím             | Eredeti cím                               | Szerep                                  | Megjegyzések                                                                          |
| --------- | ---------------------- | ----------------------------------------- | --------------------------------------- | ------------------------------------------------------------------------------------- |
| 1976      |                        | Dead on Target                            | titkárnő                                | tévéfilm                                                                              |
| 1977      |                        | Good Against Evil                         | Linday Isley                            | tévéfilm                                                                              |
| 1977      |                        | Quincy, M.E.                              | Joy DeReatis                            | 1 epizód                                                                              |
| 1977      |                        | Logan's Run                               | Rama II                                 | 1 epizód                                                                              |
| 1977      |                        | Switch                                    | Judith Pierce                           | 1 epizód                                                                              |
| 1977      |                        | What Really Happened to the Class of '65? | Cynthia                                 | 1 epizód                                                                              |
| 1978      |                        | The Hardy Boys/Nancy Drew Mysteries       | Marie Claire                            | 2 epizód                                                                              |
| 1978      | Columbo                | Columbo                                   | Joanne Nicholls                         | - 1 epizód (Gyilkosság telefonhívásra) - magyar hangja: - Kovács Nóra - Tóth Auguszta |
| 1978      |                        | The Bastard                               | Anne Ware                               | minisorozat                                                                           |
| 1978      | Starsky és Hutch       | Starsky & Hutch                           | Emily Harrison                          | 1 epizód                                                                              |
| 1978      |                        | The Paper Chase                           | Karen Clayton                           | 1 epizód                                                                              |
| 1978      |                        | Family                                    | Susan Madison                           | 1 epizód                                                                              |
| 1979      | A hihetetlen Hulk      | The Incredible Hulk                       | Gabrielle White                         | 1 epizód                                                                              |
| 1979      |                        | How the West Was Won                      | Dolores                                 | 1 epizód                                                                              |
| 1979      |                        | Vegas                                     | Zara                                    | 1 epizód                                                                              |
| 1979      |                        | The Night Rider                           | Regina Kenton                           | tévéfilm                                                                              |
| 1979      |                        | The Rebels                                | Anne Kent                               | minisorozat                                                                           |
| 1979      |                        | Crossbar                                  | Katie Barlow                            | tévéfilm                                                                              |
| 1979      | Charlie angyalai       | Charlie's Angels                          | Sharon Kellerman                        | 1 epizód                                                                              |
| 1979–1982 |                        | Trapper John, M.D.                        | Allya / Amy West                        | 2 epizód                                                                              |
| 1980      |                        | Scruples                                  | Melanie Adams                           | minisorozat                                                                           |
| 1980      |                        | The Gossip Columnist                      | Dina Moran                              | tévéfilm                                                                              |
| 1980      |                        | Hagen                                     | Carol Sawyer                            | 1 epizód                                                                              |
| 1983      |                        | Tales of the Gold Monkey                  | Whitney Bunting                         | 1 epizód                                                                              |
| 1984      |                        | Sins of the Past                          | Paula Bennett                           | tévéfilm                                                                              |
| 1991      |                        | Miracle in the Wilderness                 | Dora Adams                              | tévéfilm                                                                              |
| 1992      | Látomások              | Double Vision                             | Caroline / Lisa                         | tévéfilm                                                                              |
| 1993      | Kódneve: Delilah       | Running Delilah                           | Christina / Delilah                     | - tévéfilm - magyar hangja: - Varga Mária                                             |
| 1993      |                        | Wild Palms                                | Paige Katz                              | minisorozat                                                                           |
| 1993      | Angel Falls            | Angel Falls                               | Genna Harrison                          | - főszereplő - magyar hangja:[forrás?] - Farkasinszky Edit                            |
| 1994      |                        | Dream On                                  | Jeannie                                 | 1 epizód                                                                              |
| 1994      |                        | Screen One                                | Sydnie                                  | 1 epizód                                                                              |
| 1995      |                        | Tom Clancy's Op Center                    | Jane Hood                               | minisorozat                                                                           |
| 1995      |                        | The Heidi Chronicles                      | Susan                                   | tévéfilm                                                                              |
| 1996      | Felemás házasság       | Every Woman's Dream                       | Liz Wells                               | tévéfilm                                                                              |
| 1997      | Végtelen határok       | The Outer Limits                          | Rebecca Highfield                       | 1 epizód                                                                              |
| 1997      | Invázió                | Invasion                                  | Sheila Moran                            | - minisorozat - magyar hangja: - Kovács Nóra                                          |
| 1997      | Fecsegő tipegők        | Rugrats                                   | Melinda Finster (hangja)                | 1 epizód                                                                              |
| 1997      |                        | Duckman                                   | Tami Margulies (hangja)                 | 1 epizód                                                                              |
| 1998      | Cápaember              | Creature                                  | Amanda Mayson                           | - minisorozat - magyar hangja: - Balogh Erika                                         |
| 1998–2004 | Szex és New York       | Sex and the City                          | Samantha Jones                          | - főszereplő - magyar hangja: - Létay Dóra                                            |
| 1999      | 36 óra a halálig       | 36 Hours to Die                           | Kim Stone                               | - tévéfilm - magyar hangja: - Vándor Éva                                              |
| 2004–2009 | A Simpson család       | The Simpsons                              | Chloe Talbot / negyedik gyerek (hangja) | 2 epizód                                                                              |
| 2005      |                        | Kim Cattrall: Sexual Intelligence         | önmaga                                  | dokumentumfilm                                                                        |
| 2007      | Édes fiam, Jack        | My Boy Jack                               | Caroline Kipling                        | - tévéfilm - magyar hangja: - Ráckevei Anna                                           |
| 2007      |                        | The Sunday Night Project                  | önmaga                                  | műsorvezető                                                                           |
| 2009–2011 |                        | Producing Parker                          | Dee (hangja)                            | 26 epizód                                                                             |
| 2009–2011 | Mit gondolsz, ki vagy? | Who Do You Think You Are?                 | önmaga                                  | 2 epizód                                                                              |
| 2010      |                        | Any Human Heart                           | Gloria Scabius                          | minisorozat                                                                           |
| 2011      |                        | Upstairs Downstairs Abbey                 | Grantham grófnője                       | 1 epizód                                                                              |
| 2014–2016 |                        | Sensitive Skin                            | Davina Jackson                          | főszereplő                                                                            |
| 2016      | A vád tanúja           | The Witness for the Prosecution           | Emily French                            | - 2 epizód - magyar hangja: - Kisfalvi Krisztina                                      |
| 2017      |                        | Modus                                     | Helen Tyler                             | mellékszereplő                                                                        |
| 2018–2019 | Mondj egy mesét        | Tell Me a Story                           | Colleen Powell                          | - főszereplő - magyar hangja:[forrás?] - Vándor Éva                                   |
| 2020      | Piszkosul gazdagok     | Filthy Rich                               | Margaret Monreaux                       | - főszereplő - magyar hangja:[forrás?] - Létay Dóra                                   |
| 2022      |                        | New York: World's Richest City            | önmaga                                  | dokumentumfilm                                                                        |
| 2022      |                        | Queer as Folk                             | Brenda Beaumont                         | mellékszereplő                                                                        |
| 2022–2023 | Így jártam apátokkal   | How I Met Your Father                     | Sophie idősen                           | - főszereplő - magyar hangja: - Létay Dóra                                            |
| 2023      | Ragyogj, ha mersz      | Glamorous                                 | Madolyn Addison                         | - főszereplő - magyar hangja:[forrás?] - Létay Dóra                                   |
| 2023      | És egyszer csak…       | And Just Like That...                     | Samantha Jones                          | - 1 epizód - magyar hangja:[forrás?] - Létay Dóra                                     |

## Magyarul megjelent művei
- Kim Cattrall–Mark Levinson: Örömszerzés. A női orgazmus művészete; ford. Békési József; Gold Book, Debrecen, 2002
- Szexuális intelligencia; ford. Montanus [Kertész Balázs]; Képzőművészeti, Budapest, 2005
- Kim Cattrall–Amy Briamonte: Légy igazi nő!; ford. Kerekes Mónika; Illia, Budapest, 2008